# Montblanc (Toulouse)
Montblanc ou Mont-Blanc est un quartier de Toulouse
En 1478, Naudet de Lagarrigue possède à la Croix-Daurade une borde appelado de Montblanc. Au XVIIe siècle sera bâti sur ce domaine le château de Montblanc qui prendra le nom de son nouveau propriétaire, le capitoul de Nicol. Le quartier s'est formé autour du château en a pris le nom.
Lafforgue tente, sans convaincre d'en expliquer le nom, Mons-Alba par albas saules encore abondants dans la vallée de l'Hers.